# Carl Friedrich von Kulmiz
Carl Friedrich von Kulmiz (ur. 17 maja w 1809 roku w Jaworze, zm. 25 kwietnia 1874 r. w Łażanach) – niemiecki przedsiębiorca.
Od 1842 roku rozpoczął działalność gospodarczą. Uczestniczył w budowie pierwszej linii kolejowej na Śląsku, podczas której odkrył koło miasta Żarów złoża kaolinu, węgla brunatnego i pirytu, co przyczyniło się do powstania kopalń "Silesii" i "Szamotowni". Wraz z młodszym synem wybudował gazownię i wodociągi, cały czas działając charytatywnie na rzecz zatrudnionych w fabrykach pracowników.
Carl Friedrich von Kulmiz urodził się 17.05.1809 roku w Jaworze. Ojciec Carla, noszący takie samo imię, był właścicielem ziemskim w okolicach Jawora. Po śmierci swojej drugiej żony, pierwsza zmarła bardzo wcześnie, wyjechał na Węgry do syna z pierwszego małżeństwa. Musiał sprzedać majątek, ponieważ Carl, syn z drugiego małżeństwa nigdy nie posiadał ziemi, i wybrał karierę wojskową.  
W 1836 roku zawarł związek małżeński z Marią Huebner. Był podporucznikiem artylerii, w 1842 roku z powodu choroby szyi zrezygnował ze służby wojskowej. Budowniczy pierwszych linii kolejowych na Dolnym Śląsku. Założył sieć dużych firm handlowych przy stacjach kolejowych. Organizował handel węglem na Śląsku. Twórca przemysłu w Żarowie. W 1850 roku założył fabrykę cegieł szamotowych, dwa lata później hutę szkła i zakład mechaniczny z odlewnią żelaza. Poprzez budowę w 1858 roku zakładów chemicznych „Silesia” został twórcą przemysłu chemicznego na Śląsku. Za swoje zasługi na niwie gospodarczej otrzymał w 1866 roku tytuł szlachecki. Był bardzo socjalnie nastawionym pracodawcą, inicjatorem licznych akcji charytatywnych w Żarowie. Miał siedmioro dzieci, z których troje nie przeżyło wieku dziecięcego. Zmarł w 1874 roku. Zgodnie ze swoją wolą pochowany w grobowcu rodzinnym w parku w Żarowie.